# 市村作知雄
市村 作知雄（いちむら さちお、1949年 - ）は、東京藝術大学音楽学部音楽環境創造科准教授、東京国際芸術祭ディレクター。
早稲田大学文学部卒業。
山海塾制作、パークタワーホールアートプログラムアドバイザー、トヨタアートマネジメント講座ディレクター、(株)シアター・テレビジョン代表取締役社長などを経て、2000年よりNPO法人アートネットワーク・ジャパン理事長、東京国際芸術祭（TIF）ディレクターを務める。国内外のダンス・パフォーマンス公演のプログラミング、プロデュース、文化施設の経営以外にも、アートマネジメント、企業と文化を結ぶさまざまなプロジェクト、NPOの調査研究などを手がけている。NPO法人芸術家と子どもたち副理事長、財団法人横浜市芸術文化振興財団理事、日本NPOセンター理事、社団法人企業メセナ協議会研究部会員なども兼任している。東京藝術大学音楽学部音楽環境創造科准教授。